# Зубова, Мария Васильевна
Мария Васильевна Зубова (9 июня 1939, Москва — 1 июня 2024, Москва) — советский и российский учёный, искусствовед и художник, кандидат исторических наук, профессор кафедры «Истории архитектуры и градостроительства» МАРХИ, действительный член Академии Архитектурного наследия (1997), Союза художников и Союза московских архитекторов. Прямой потомок двух знаменитых калязинских и александровских купеческих родов — Зубовых и Полежаевых.

## Биография
Родилась 9 июня 1939 года в Москве в семье учёного-энциклопедиста Василия Зубова. Мать — Мариамна Николаевна Зубова (Вадеева). Старший брат Павел (1931—1991).
Вся жизнь прожила в родовом доме Полежаевой—Зуевых — городском особняке XVIII—XIX веков (ул. А. Солженицына, 9-1) на Таганке, где в среде учёных формировались её научные и творческие интересы.
В детстве Мария Зубова занималась в студии при Доме учителя Таганского района Москвы (который занимал часть особняка Полежаевой-Зуевых) у Руфины Семёновны Кобяшовой. По окончании школы, обучалась рисунку и живописи у Евгения Александровича Калачёва, выпускника Петербургской Академии художеств.
В 1959—1961 годы училась на курсах мультипликаторов при студии «Союзмультфильм», где в 1962—1970 годах работала уже художником-мультипликатором и художником-кукловодом. Одновременно училась на искусствоведческом отделении исторического факультета МГУ. В 1970 году поступила в аспирантуру и в 1973 году защитила кандидатскую диссертацию «Графика Матисса», научный руководитель В. Н. Лазарев. В 1977 году это исследование вышло отдельной монографией.
С 1974 года — преподаватель курсов «История искусства» и «История русского искусства» на кафедре «История архитектуры и градостроительства» МАРХИ.
В 1980-е годы подготовила фундаментальное исследование «Синтез искусств в романском искусстве Франции», которое являлось её незащищённой докторской диссертацией. Позднее опубликовала отдельные статьи и разделы этой работы. Впоследствии эти материалы легли в основу её учебников «История архитектуры Византии и Западной Европы. Средние века» (2011) и «История архитектуры» в 2 томаж (совместно с Ю. Н. Герасимовым, Н. Н. Годлевским, 2016, 2020, 2021).
Не оставляла занятия рисунком и живописью, создала целые циклы произведений — пейзажи, натюрморты, интерьеры. С детства любимая Москва, Подмосковье, Крым — темы её пейзажных произведений. Известен групповой портрет её авторства в интерьере «Игроки», на которой виден круг знакомых семьи Зубовых — А. Г. Габричевский, Н. А. Северцова и М. Шагинян. Член МОСХ. Член Московского союза архитекторов. Персональные выставки проходили в Москве (1979), Переславле-Залесском (1998), Италии (Бергамо, Кремона, 1991). Работы художницы представлены в собраниях Серпуховского и Александровского музеев.
C 1992 года М. В. Зубова начала читать курс «История христианского искусства» в Академии реставрации, а в последние годы жизни стала работать как художник-иконописец.
Являясь потомком купеческих родов Зубовых-Полежаевых, Мария Васильевна продолжала традиции и сохраняла наследие своей семьи, издала «Семейную хронику. Полежаевы-Зубовы» (2010), подготовила к изданию работы своего отца, Василия Павловича Зубова: «Труды по истории и теории архитектуры» (2000), «Русские проповедники: Очерки по истории русской проповеди» (2001), «Избранные труды по истории философии и эстетики, 1917—1930» (2004), «Научная реставрация архитектурного ансамбля Троице-Сергиевой Лавры. 1938—1945».
Многие годы была в тайном монашеском постриге, принимала активное участие в возрождении Храма Мартина Исповедника на Таганке, помогала Успенскому женскому монастырю в Александрове. Добилась установки на территории Спасо-Андрониковского монастыря надгробия на месте захоронения Полежаевых-Зубовых, утраченного в 1920-е годы. Хлопотала об установке памятной плиты у храма Вознесения Господня в Калязине в память о её предках, захороненных на бывшем городском кладбище, а также на стене бывшей усадьбы купцов Зубовых в селе Крутце Александровского района.
Скончалась 1 июня 2024 года в Москве. Отпевание монахини Марии состоялось 4 июня 2024 года в Храме святителя Николая Чудотворца в Клённиках на Маросейке.

## Фильмография

### Художник-мультипликатор
1. 1962 — Банальная история
2. 1962 — Две сказки
3. 1962 — Живые цифры
4. 1963 — Хочу быть отважным
5. 1964 — Алёшины сказки
6. 1964 — Жизнь и страдания Ивана Семёнова
7. 1965 — Вот такие чудеса
8. 1965 — Медвежонок на дороге
9. 1965 — Ни богу, ни чёрту
10. 1966 — Поди туда, не знаю куда
11. 1966 — Я жду птенца
12. 1967 — Честное крокодильское
13. 1969 — Бабушкин зонтик
14. 1969 — Великие холода
15. 1969 — Крылья дядюшки Марабу